# ВігВам (альбом)
ВігВам — другий студійний альбом українського гурту Фіолет, який вийшов 4 березня 2014 року.

## Композиції
| #     | Назва                | Тривалість |
| ----- | -------------------- | ---------- |
| 1.    | «Ми не одні»         | 3:56       |
| 2.    | «Обличчя»            | 3:20       |
| 3.    | «Чуєш,, небо»        | 4:24       |
| 4.    | «Скинем светри»      | 4:02       |
| 5.    | «2000-ні»            | 3:44       |
| 6.    | «Після дощу»         | 4:01       |
| 7.    | «Смішні й прекрасні» | 3:47       |
| 8.    | «Люблю тебе»         | 4:17       |
| 9.    | «Життя летить»       | 2:58       |
| 10.   | «Картаті сорочки»    | 5:24       |
| 11.   | «Хто я без тебе»     | 3:36       |
| 12.   | «Карма»              | 4:47       |
| 13.   | «Рідна»              | 3:41       |
| 14.   | «До океану»          | 4:05       |
| 15.   | «Дим і ти»           | 4:09       |
| 60:11 |                      |            |

## Музиканти
- Андрій Олексюк — бас-гітара
- Микола Тимощук — гітара, бек-вокал
- Сергій Мартинюк — вокал, тексти
- Валентин Миронюк — барабани

Запрошені музиканти
- Ріта Тишкевич — бек-вокал
- Аня Сліпчук — бек-вокал
- Славко Короткий — бас